# 植物園站 (台北市)
植物園站位於臺灣臺北市中正區，是臺北捷運萬大樹林線（興建中）的捷運車站。位於林業試驗所與國語實小間之南海路道路下方，為一座地下3層島式月臺車站。

## 車站概要
設於南海路與和平西路口附近，車站編號為LG20。

## 車站構造
地下三層車站，一個島式月台，兩個出入口。

### 車站樓層
| 地面      | 出入口             | 出入口                                         |
| 地下 一樓 | 大廳層             | 車站大廳、詢問處、自動售票機、驗票閘門         |
| 地下 一樓 | 大廳層             |                                                |
| 地下 一樓 | 大廳層             | 洗手間、歷史文物展示區                         |
| 地下 三樓 | 一月台             | ← 萬大樹林線 往終點站方向（LG21 中正紀念堂站） |
| 地下 三樓 | 島式月台，左側開門 |                                                |
| 地下 三樓 | 二月台             | 萬大樹林線 往莒光／迴龍方向（LG19 廈安站)→     |

### 車站出口
| 出入口                      | 圖片 | 位置 |
| --------------------------- | ---- | ---- |
| 出入口1                     |      |      |
| 出入口2                     |      |      |
| 註： 設有電梯 \| 設有手扶梯 |      |      |

## 歷史
- 2012年3月28日：中正區公所召開車站命名會議，會議結論以植物園站為建議名稱，並提報捷運工程局評審小組審議。
- 2014年11月8日：因位於「植物園遺址」範圍，施工前需先進行文化遺址搶救，所以先行動工。[2]
- 2020年11月28日：植物園站配合國際性活動行程「Open House Taipei」，開放民眾進站參訪站體和潛盾隧道[3]。

### 預定時程
- 2025年12月31日：預定萬大-中和-樹林線第一期工程完工，通車日未定。

## 車站周邊
- 臺北植物園
  - 欽差行臺
  - 南門町三二三
  - 臘葉館
- 南海學園
  - 國立歷史博物館
  - 國立教育廣播電臺
  - 國立臺灣藝術教育館
    - 南海書院（國立中央圖書館舊址）
    - 南海劇場

  - 國立臺灣工藝研究發展中心臺北當代工藝設計分館（國立臺灣科學教育館舊址）
- 中華民國農業部
  - 農業部動植物防疫檢疫署
  - 農業部漁業署
  - 農業部林業試驗所
  - 農業部林業及自然保育署航測及遙測分署
- 臺北市立建國高級中學
- 臺北市國語實驗國民小學
- 臺北市政府警察局中正第二分局
- 二二八國家紀念館
- 郵政博物館
- 龍口市場
- 龍興宮
- 牯嶺街小劇場（中正二分局舊址）
- 臺北市公共自行車租賃系統 植物園

## 公車資訊
| 編號        | 經營業者            | 區間            | 備註         |
| ----------- | ------------------- | --------------- | ------------ |
| 1           | 欣欣客運            | 萬華-松仁路     |              |
| 204         | 首都客運            | 東園-麥帥新城   |              |
| 242         | 臺北客運            | 中和-西門       | 新北市區公車 |
| 568         | 欣欣客運            | 萬華-捷運麟光站 |              |
| 624         | 臺北客運            | 新店-西門       | 新北市區公車 |
| 624綠野香坡 | 臺北客運            | 新店-西門       | 新北市區公車 |
| 630         | 大都會客運 欣欣客運 | 東園-東湖       |              |
| 907         | 欣欣客運            | 萬華-汐止       |              |
| 907通勤     | 欣欣客運            | 萬華-汐止       |              |
| 藍28        | 欣欣客運            | 景明街口-東園   |              |

## 外部連結
- 臺北大眾捷運股份有限公司 （页面存档备份，存于）
- 臺北市政府捷運工程局 （页面存档备份，存于）